# Ed Fleming
Edward Rufus Fleming, detto Ed (Pittsburgh, 25 luglio 1933 – Greensburg, 10 aprile 2002), è stato un cestista e allenatore di pallacanestro statunitense, professionista nella NBA.

## Carriera
Venne selezionato dai Rochester Royals al terzo giro del Draft NBA 1955 (16ª scelta assoluta).